# جاناخیر
جاناخیر (به لاتین: Canaxır) یک منطقه مسکونی در جمهوری آذربایجان است که در شهرستان خاچماز واقع شده‌است. جاناخیر ۷۱۳ نفر جمعیت دارد.